# Siselen
Siselen é uma comuna da Suíça, situada no distrito administrativo de Seeland, no cantão de Berna. Tem 5,5 km² de área e sua população em 2018 foi estimada em 595 habitantes.